# 莲花洞水库
莲花洞水库是中国四川省成都市彭州市境内的一座水库，位于蒲阳河支流土溪河上，建于1959年。水库正常库容为472万立方米，集雨面积为93平方千米，海拔为722.81米。